# Paradoja de la productividad
La paradoja de la productividad se refiere a la disminución del crecimiento de la productividad en los Estados Unidos entre los años 1970 y 1980 a pesar del rápido desarrollo de la tecnología de la información (TI) en el mismo periodo. Durante ese período, pese a avances gigantescos en la potencia de los ordenadores y la inversión creciente en TI, el incremento de la productividad que se venía dando previamente se redujo para la economía de EE.UU, ocurriendo también dentro de sectores que habían invertido fuertemente en TI. Mientras la capacidad informática de los EE. UU. aumentó 100 veces entre los años 1970 y 1980, el crecimiento de la productividad del trabajo disminuyó desde un 3 % en los años 1960 a aproximadamente un 1 % en los años 1990. Esta paradoja se popularizó en los medios de comunicación por analistas como Steven Roach y Paul Strassman, y el concepto es a veces mencionado a como la paradoja computacional de Solow, en referencia a una frase de Robert Solow en 1987ː "puedes ver la edad del ordenador en todas partes menos en las estadísticas de productividad." La paradoja ha sido definida como una "discrepancia percibida entre medidas de inversión en tecnología de información y medidas de producción en el nivel nacional."
Muchos observadores discrepan sobre la existencia de paradojas productivas mientras que otros, reconociendo la desconexión entre capacidad en TI y gasto, ven el fenómeno como el resultado del establecimiento de suposiciones no garantizadas sobre el impacto de la tecnología en la productividad. En última instancia, esta desconexión es, más que una paradoja, una muestra de nuestra necesidad de entender la tecnología disponible y hacer un trabajo mejor para desarrollarla. Algunos paralelismos históricos con el motor de vapor y con la electricidad, donde los dividendos sobre la productividad producidos por la adopción de una tecnología disruptiva fueron lentos, han sido mencionados. En estos casos hay un retraso inicial que desaparece en el curso de las décadas posteriores debido a que estas tecnologías requieren de un determinado tiempo para difundirse al resto de los sectores productivos. Como ha ocurrido con otras tecnologías emergentes anteriores, un número extremadamente grande de inversiones tempranas suelen ser arrojar resultados contraproducentes debido, en parte, al excesivo optimismo. Algunos modestos beneficios generados en el sector de TI pueden haber sido difíciles de detectar en el marco de una disminución del crecimiento de la productividad, la cual es generalmente atribuida a una variedad de factores no relacionados con las TI, como shocks petroleros, cambios regulatorios u otros cambios institucionales, una reducción hipotética en la productividad del trabajo, una disminución en la innovación no relacionada con la TI o una coincidencia de problemas sectoriales concretos.
Estudios académicos de datos agregados de los EE.UU en los años 1970 y 1980 no han conseguido demostrar un impacto positivo significativo sobre la productividad total. Sin embargo, en los años 1990 se observó evidencia sobre un retraso en el salto de productividad en el sector de TI, lo que resuelve la paradoja original. El debate amplio sobre los factores que mejor explican los saltos de productividad en los últimos 200 años sigue siendo un tema controvertido.

## Explicaciones
Varios autores han explicado la paradoja de diferentes maneras. En su artículo original, Brynjolfsson (1993) identificó cuatro categorías para agrupar las variadas explicaciones propuestas:
1. Mala medición de los productos e insumos.
2. Rezago causado por el período de aprendizaje y ajuste.
3. Redistribución y disipación de beneficios.
4. Mal manejo de la información y tecnología.

Define las primeras dos explicaciones como "fallas de búsqueda, que no son la raíz de la paradoja de productividad." Afirma a continuación que "una visión más pesimista está encarnada en las otras dos explicaciones. Proponen que realmente no hay beneficios importantes". Brynjolfsson explora estas ideas en detalle y establece la paradoja como un problema económico: los beneficios justifican la inversión pasada y futura en tecnologías de la información?
Turban et al. (2008), afirman que para entender la paradoja se requiere comprender el concepto de productividad. Pinsonneault et al. (1998) declaran que, para desenredar la paradoja, es necesario un “entendimiento de cómo el uso de la TI está relacionado con la naturaleza del trabajo directivo y el contexto en que está desplegado”.
Una hipótesis para explicar la paradoja de la productividad es que los ordenadores son productivos, pero aun así sus beneficios productivos se producen sólo después de un rezago, dado que se requieren  inversiones complementarias para que el uso de la TI alcance su potencial.
Los rendimientos marginales decrecientes de los ordenadores, la hipótesis contraria, sugiere que los ordenadores eran utilizados en las áreas más productivas en un principioː dos décadas antes de las computadoras personales se usaban en los sistemas financieros para hacer transacciones, en la contabilidad y en la industria aérea para hacer reservas de aerolíneas. Por tanto, las oportunidades de productividad importantes estuvieron agotadas antes de que los ordenadores se difundieran por todas partes. En consecuencia la paradoja reside en que se pone el foco en el período de tiempo incorrecto.
Otra hipótesis declara que los ordenadores no son muy productivos, ya que requieren tiempo, un recurso humano complementario que es escaso. Esta teoría sostiene que, a pesar de que los ordenadores actúan en una variedad de tareas, estas tareas no son hechas de una manera particularmente nueva o eficaz, solo más rápidamente.[cita requerida] Los datos actuales no confirman la validez de ninguna de estas hipótesis. Es además posible que existan aumentos en productividad que no se hayan trasladado a la contabilidad del crecimiento, pero sí a una mejora en la calidad de los productos.